# Nuklid
En nuklid är en typ av atom med ett definierat antal neutroner och protoner. Det är alltså atomer som har exakt samma kärnuppbyggnad, medan ordet grundämne i sig bara ställer krav på antalet protoner och därmed kan innefatta flera olika isotoper.
Namnet på en viss nuklid brukar byggas upp av grundämnets namn plus masstalet, exempelvis kol-14. Alla atomer av grundämnet kol har 6 protoner. Nukliden kol-14 måste ha 8 neutroner eftersom masstalet ska vara 14. Likaså är Uran-235 en nuklid av grundämnet uran.
En nuklid kan vara radioaktiv, och har då en viss halveringstid, eller vara stabil.